# Сан-Деметрио-не-Вестини
Сан-Деметрио-не-Вестини (итал. San Demetrio ne' Vestini) — коммуна в Италии, располагается в регионе Абруццо, в провинции Л’Акуила.
Население составляет 1755 человек (2008 г.), плотность населения составляет 104 чел./км². Занимает площадь 16 км². Почтовый индекс — 67028. Телефонный код — 0862.
Покровителем коммуны почитается святой Димитрий Солунский, празднование 26 октября.

## Демография
Динамика населения:

## Администрация коммуны
- Официальный сайт: https://web.archive.org/web/20090417064141/http://www.sandemetrio.net/home.html